# Кошляков Володимир Миколайович
Володимир Миколайович Кошляков (21 грудня 1922, Сімферополь — 16 лютого 2009, Київ) — український радянський механік-теоретик, прикладний математик, педагог. Доктор фізико-математичних наук (1961), професор (1966), академік Національної академії наук України (1992). Узагальнив ефект Магнуса в теорії гіроскопа в карданному підвісі, застосував параметри Родріга—Гамільтона до задач механіки, підвищив точність та надійність навігаційних систем.
Понад 45 років — науковий співробітник Інституту математики АН УРСР (пізніше — НАН України; 1963—2009), з яких 39 років — завідувач відділу механіки та процесів керування. Протягом 16 років — професор кафедри теоретичної механіки Київського політехнічного інституту (1978—1994).
Автор понад 100 наукових робіт, учень професора Давида Меркіна, послідовник та багаторічний очільник наукової школи академіка Олександра Ішлінського. Лауреат Державної премії СРСР (1976), заслужений діяч науки і техніки України (2003).

## Життєпис
Народився 21 грудня 1922 року в Сімферополі. Згодом родина переїхала до Ленінграду, де Володимир Кошляков закінчив середню школу. Під час німецько-радянської війни пережив блокаду міста, у розпал якої втратив діда. У Ленінграді жив у будинку № 98 по проспекту Карла Лібкнехта.
У 1948 році закінчив Ленінградський інститут точної механіки та оптики, в якому залишився працювати. У 1951 році закінчив аспірантуру при інституті, здобув науковий ступінь кандидата фізико-математичних наук, захистивши дисертацію на тему «Исследование девиаций гировертикалей, возникающих при изменении скорости собственного вращения ротора гироскопа» (науковий керівник — професор Давид Меркін).
З 1952 року жив у Москві, де обіймав посаду старшого наукового співробітника лабораторії гіроскопічних компасів провідного науково-дослідного інституту Міністерства суднобудівної промисловості СРСР. Науковим консультантом установи був академік Олександр Ішлінський, який на той час очолював Інститут математики АН УРСР.
У 1961 році захистив дисертацію та здобув науковий ступінь доктора фізико-математичних наук. Невдовзі, на запрошення та за сприяння академіка Ішлінського, переїхав до Києва, де у 1965 році очолив відділ загальної механіки (пізніше — відділ механіки та процесів керування). Через рік затверджений у вченому званні професора. Декілька років (1963—1965) викладав на кафедрі теоретичної та прикладної механіки Київського державного університету імені Тараса Шевченка.
З 1978 по 1994 роки — професор кафедри теоретичної механіки Київського політехнічного інституту, де, окрім загальних курсів, читав спеціальний курс теорії гіроскопічних приладів. Деякий час викладав також у Московському вищому технічному училищі імені М. Е. Баумана.

Могила Володимира Кошлякова та Валерії Гукович, Байкове кладовище

У 2004 році передав керування відділом механіки та процесів керування своєму учню, професору Віктору Новицькому. До останнього дня працював в Інституті математики радником при дирекції та науковим консультантом відділу. Помер на 87-му році життя 16 лютого 2009 року. Похований разом із дружиною на Байковому кладовищі (ділянка № 33, 50°25′8.86″ пн. ш. 30°30′9.97″ сх. д. / 50.4191278° пн. ш. 30.5027694° сх. д.).

### Родина
- Дід — історик, архівіст, професор Арсеній Маркевич (1855—1942).
- Батько — математик, доктор фізико-математичних наук Микола Кошляков (1891—1958).
  - Брат — океанолог, доктор фізико-математичних наук Михайло Кошляков (1930—2021).
- Дружина — лікарка-оториноларинголог, доктор медичних наук Валерія Гукович (1925—2013)[7][2].

## Наукова та педагогічна діяльність
Автор понад 100 наукових робіт. Науковий керівник та консультант понад 15 докторів та кандидатів наук. Серед учнів Володимира Кошлякова — науковці Віктор Новицький, Степан Сосницький, Костянтин Науменко, Сергій Онищенко тощо.
У 31-річному віці (1953 рік) став автором наукової роботи з інтегрування динамічних рівнянь Ейлера, на яку посилались фахівці ще щонайменше через 40 років після її написання. Під час свого московського періоду виконав основні дослідження в галузі теорії гіроскопічних компасів, які узагальнив через 20 років в однойменній монографії, що й досі залишається однією з головних наукових праць цього напряму.
Тоді ж вивів форму диференціальних рівнянь руху двороторного гіроскопічного компасу, що базувались на рівняннях німецького науковця Геккелера. Вдосконалив точність, надійність та стабільність руху навігаційних систем, зокрема гіроскопічного компасу маятникового типу.
Окрім цього, у 1950-ті роки Володимир Кошляков брав участь у корабельних випробуваннях систем гіроскопічних компасів у Чорному, Балтійському, Баренцовому та Карському морях. Був учасником високоширотної експедиції на Новій Землі та Землі Франца-Йосифа (Архангельська область).
У 1970-х роках досліджував прибори нового покоління — гіроскопічні курсовказівники. За цілий цикл робіт з питань вдосконалення навігаційних систем у 1976 році професор Кошляков нагороджений Державною премією СРСР. Наприкінці десятиліття розпочав фундаментальну роботу із застосування кватерніонів, зокрема параметрів Родріга—Гамільтона, у задачах механіки. Першим розглянув ефект Магнуса із залученням параметрів Родріга—Гамільтона, узагальнив його в теорії гіроскопа в карданному підвісі.
З 1978 по 1990 роки Володимир Кошляков був науковим консультантом Московського науково-дослідного інституту «Дельфін». У 1992 році обраний академіком Національної академії наук України. Учень академіка Кошлякова, професор Віктор Новицький, згадував:
|  | Він читав [лекції] дуже захопливо, з великою любов’ю до предмета, спираючись на свій педагогічний талант та величезний практичний досвід морських випробувань гіроскопічних приладів і наукових досліджень математичних моделей у гіроскопії. Майстерно і непомітно для студентів він зацікавлював їх складним курсом теоретичної механіки. Напевно, саме на тих перших лекціях Володимир Миколайович і прищепив мені любов до викладання. |

У 1993 році Володимир Кошляков опублікував підручник «Краткий курс теоретической механики», що узагальнив курс лекцій, які він викладав у Київському політехнічному інституті протягом 16 років.
Наприкінці 1990-х — у 2000-х роках, незадовго до своєї смерті, повернувся до гіроскопії після створення в Інституті математики відділу обчислювальної математики. Створивши науковий тандем із очільником відділу Володимиром Макаровим, виступив співавтором низки суттєвих досліджень, зокрема пов'язаних із перетворенням Ляпунова.
Аналіз наукового доробку академіка Кошлякова присутній у великій кількості робіт, зокрема книзі «Институт математики» (видавництво «Наукова думка», 1988 рік) та статті «О работах В. Н. Кошлякова в области механики и её приложений» («Український математичний журнал», 1997 рік, т. 49, № 11).

## Науковий доробок (частковий)
- Кошляков В. Н. О девиациях гировертикали при переменной скорости собственного вращения ротора гироскопа // Инж. сб. АН СССР. — 1950. — б. — С. 185—196.
- Исследование девиаций гировертикалей, возникающих при изменении скорости собственного вращения ротора гироскопа: диссертация кандидата технических наук : 05.00.00. — Ленинград, 1951. — 188 с. : ил., граф., табл.
- Кошляков В. Н. О некоторых частных случаях интегрирования динамических уравнений Эйлера, связанных с движением гироскопа в сопротивляющейся среде // Прикл. математика и механика. — 1953. — 17, вып. 2. — С. 137—148.
- Кошляков В. Н. К теории гирокомпасов // Прикл. математика и механика. — 1959. — 23, вып. 5.-С . 810—817.
- Кошляков В. Н. Об асимптотическом решении уравнений движения гироскопического компаса // Прикл. математика и механика. — 1960. — 24, вып. 5. — С. 790—795.
- Кошляков В. Н. О приводимости уравнений движения гирогоризонткомпаса // Прикл. математика и механика. — 1961. -25, вып. 5. — С. 801—805.
- Кошляков В. Н. Об устойчивости гирогоризонткомпаса при наличии диссипативиых сил // Прикл. математика и механика. — 1962. — 26, вып. 3. — С. 412—417.
- Кошляков В. Н. Ляшенко В. Ф. Об одном интеграле в теории гирогоризонткомпаса // Прикл. математика и механика. — 1963. — 27, вып. 1. — С. 10-15.
- Теория гироскопических компасов. — Москва: Наука, 1972. — 344 с. : ил.
- Навигационные гироскопические системы: [Сборник статей] / Отв. ред. д-р физ.-мат. наук В. Н. Кошляков ; АН УССР. Ин-т математики. — Киев: Ин-т математики, 1973. — 226 с. : граф.
- Митронольский Ю. А., Кошляков В. Н., Бойчук О. Ф. О работах по теории гироскопов в Институте математики АН УССР // Укр. мат. журн. — 1973. — 25, № 6. — С. 747—760.
- Навигация и управление движением механических систем: Сб. науч. тр. / АН УССР, Ин-т математики; [Отв. ред. В. Н. Кошляков]. — Киев: ИМ, 1980. — 140 с.
- Кошляков В. Н. К теории гироскопических компасов в свете аналогии с устойчивостью упругих систем // Механика гироскопических систем. — Киев: Киевский политехнический ин-т, 1981. — № 1. — С. 3-11.
- Навигация и управление: Сб. науч. тр. / АН УССР, Ин-т математики; [Отв. ред. В. Н. Кошляков]. — Киев: ИМ, 1982. — 178 с. : ил.
- Системы навигации и управления: Сб. науч. тр. / АН УССР, Ин-т математики; [Отв. ред. В. Н. Кошляков]. — Киев: ИМ, 1983. — 129 с. : ил.
- Задачи динамики твердого тела и прикладной теории гироскопов: Аналит. методы / В. Н. Кошляков. — Москва: Наука, 1985. — 286 с. : ил.
- Системы курсоуказания и инерциальной навигации: сборник научных трудов / Академия наук Украинской ССР, Институт математики ; ответственный редактор В. Н. Кошляков. — Киев: Ин-т математики АН УССР, 1985. — 137 с.
- Корректируемые навигационные системы: сборник научных трудов / АН УССР, Ин-т математики ; [редкол.: Кошляков В. Н. (отв. ред.) и др.]. — Киев: ИМ, 1986. — 115, [6] с.
- Вопросы устойчивости и управления навигационных систем: Сб. науч. тр. / АН УССР, Ин-т математики; [Редкол.: В. Н. Кошляков (отв. ред.) и др.]. — Киев: ИМ, 1988. — 119 с. : ил.
- Фильтрация и управление в механических системах: Сб. науч. тр. / АН УССР, Ин-т математики; [Редкол.: В. Н. Кошляков (отв. ред.) и др.]. — Киев: ИМ, 1991. — 123 с.
- Кошляков В. Н. Обобщенные уравнения Эйлера в параметрах Родрига — Гамильтона // Устойчивость и управление в механических системах. — Киев: Ин-т математики HAH Украины, 1992. — С. 21-26
- Кошляков В. Н. Об одном эффекте неустойчивости в движении быстровращающегося тела вблизи вертикали // Изв. РАН. Механика твердого тела. — 1993. — № 1. — С. 10-19.
- Кошляков В. Н. Краткий курс теоретической механики: Учебник. — Киев: Вища шк., 1993. 312 с.
- Кошляков В. Н. Обобщенные уравнения Эйлера в кватерниониых составляющих // Укр. мат. журн. — 1994. — 46, № 10. — С. 1414—1417.
- Кошляков В. Н. Параметры Родрига — Гамильтона и их приложения в механике твердого тела — Киев: Ин-т математики НАН Украины, 1994. — 176 с.
- Кошляков В. Н. О понижении порядка уравнений движения тяжелого тела вблизи вертикали // Изв. РАН. Механика твердого тела. — 1996. — № 4. — С. 3-7.
- Кошляков В. Н. О структурных преобразованиях уравнений возмущенного движения некоторого класса динамических систем // Укр. мат. журн. — 1997. — 49, № 4. — С. 535—539.
- Кошляков В. Н. Структурный анализ некоторого класса динамических систем. — 2000 // Укр. мат. журн.
- Кошляков В. Н. К исследованию влияния диссипации в симметрических системах связанных твердых тел. — К., 2003 — (НАН Украины. Ин-т математики; 2003.3)
- Кошляков В. Н. Структурный анализ некоторого класса динамических систем с гироскопическими силами. — К.: Ин-т математики НАН Украины, 2007 — (НАН Украины. Ин-т математики; 2007.1).
- Кошляков В. Н. Метод усреднения в проблеме устойчивости движения твердого тела, подвешенного на струне. — 2007 // Укр. мат. журн.
- Кошляков В. М. Аналог теореми Єругіна для систем диференціальних рівнянь другого порядку // Доп. НАН України. — 2008. — № 2.

## Нагороди
- 1963 — орден «Знак пошани» — «за створення теорії непросторових маятникових двороторних гірокомпасів»
- 1976 — Державна премія СРСР — «за цикл робіт з теорії навігаційних гіроскопічних систем»
- 1982 — орден Трудового Червоного Прапора
- 1987 — премія НАН України імені М. М. Крилова — «за цикл робіт „Аналітичні методи дослідження динамічних систем“»
- 2003 — заслужений діяч науки і техніки України
- 2003 — премія НАН України імені М. О. Лаврентьєва — «за серію праць „Створення математичних моделей та теоретичні дослідження динамічних процесів в механічних системах“»[9]